# Ringerike Grand Prix

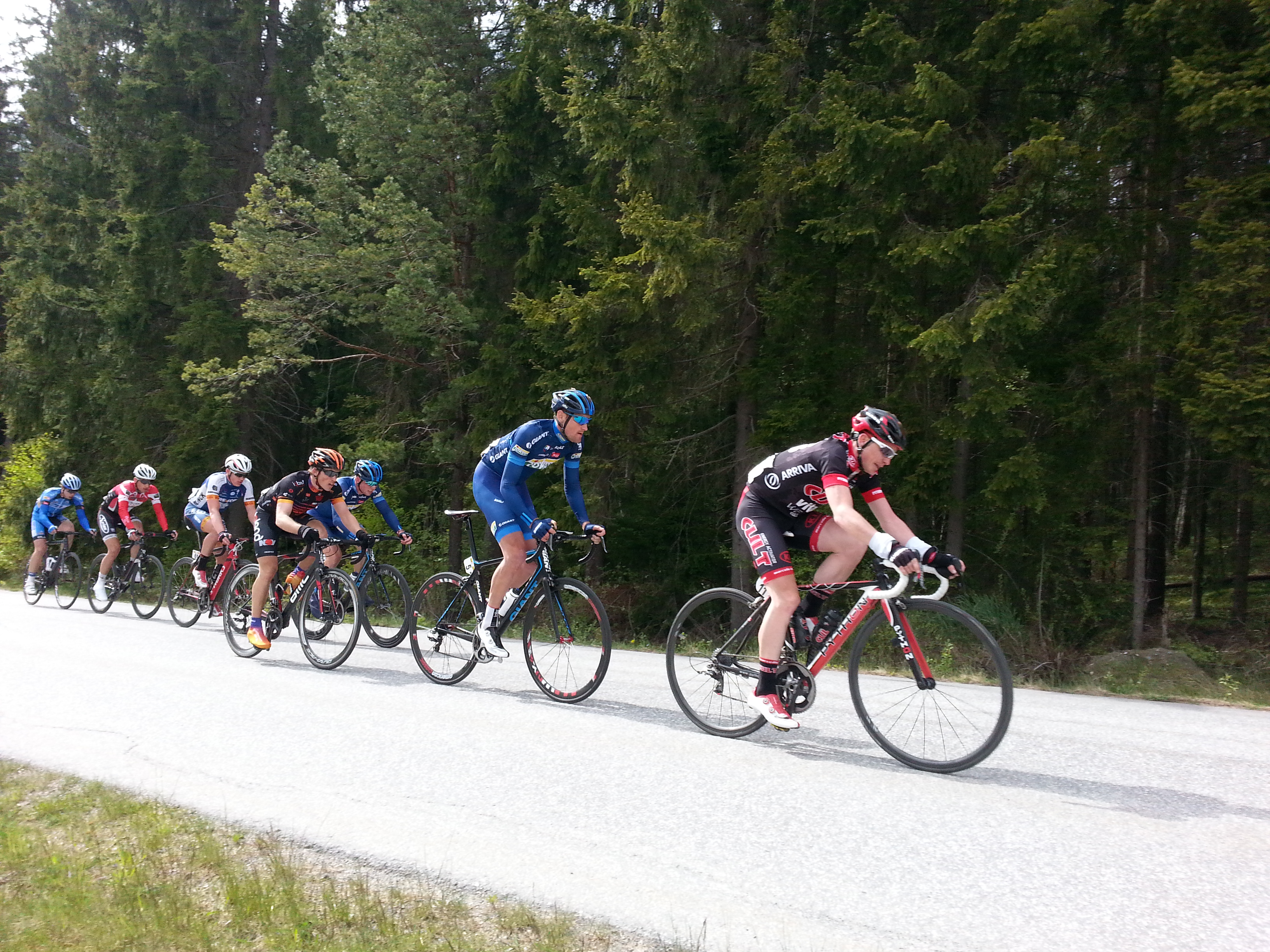
Ringerike Grand Prix 2014, Lasse Bøchman führt vor Martin Olsen (NOR) und Magnus Cort Nielsen, dem späteren Sieger des Rennens

Der Ringerike Grand Prix ist ein norwegisches Straßenradrennen für Männer in der Region von Oslo.
Der Wettbewerb wurde erstmals 1975 als Eintagesrennen unter dem Namen Fossen Grand Prix ausgetragen. Ab 1990 wurde der Wettbewerb als Etappenrennen durchgeführt und 1993 in Ringerike Grand Prix umbenannt. Seit 1999 steht das Rennen im Rennkalender der UCI und zählte dort von 2005 bis 2010 zur UCI-Kategorie 2.2 der UCI Europe Tour. Den Status als norwegisches Mehrtagesrennen übernahm ab 2011 die Tour of Norway. Daher wird seit 2011 der Ringerike Grand Prix wieder als Eintagesrennen ausgetragen. Nach zwei Jahren außerhalb des UCI-Kalenders zählt es seit 2013 wieder zur UCI Europe Tour und ist in der Kategorie 1.2 eingestuft.
Die Strecke führt auf profiliertem Kurs durch das Gebiet der Kommune Ringerike nördlich des Tyrifjords ca. 50  Kilometer nordwestlich von Oslo. Start- und Zielort ist der Verwaltungssitz Hønefoss. Organisiert wird das Rennen vom Ringerike Cycling Club, der auch den Sundvolden GP austrägt. Beide Rennen finden in der Regel an einem gemeinsamen Wochenende statt.
Rekordsieger sind die Norweger Dag Erik Pedersen und Dag Otto Lauritzen mit jeweils drei Erfolgen. Beide Fahrer sowie Gabriel Rasch konnten den Wettbewerb sowohl als Eintages- als auch als Etappenrennen gewinnen.

## Palmarès
| Jahr                                  | Sieger                  | Zweiter                | Dritter                 |
| ------------------------------------- | ----------------------- | ---------------------- | ----------------------- |
| Fossen Grand Prix (Eintagesrennen)    |                         |                        |                         |
| 1975                                  | Tom Martin Biseth       |                        |                         |
| 1976                                  | Jon Rangfred Hanssen    |                        |                         |
| 1977                                  | Stein Bråthen           |                        |                         |
| 1978                                  | Arne Klavenes           |                        |                         |
| 1979                                  | Dag Erik Pedersen       |                        |                         |
| 1980                                  | Stein Bråthen           |                        |                         |
| 1981                                  | Dag Erik Pedersen       |                        |                         |
| 1982                                  | Terje Gjengaar          |                        |                         |
| 1983                                  | Dag Otto Lauritzen      |                        |                         |
| 1984                                  | Torjus Larsen           |                        |                         |
| 1985                                  | Torjus Larsen           |                        |                         |
| 1986                                  | Atle Pedersen           |                        |                         |
| 1987                                  | Olaf Lurvik             |                        |                         |
| 1989                                  | Jan Erik Fjotland       |                        |                         |
| Fossen Grand Prix (Etappenrennen)     |                         |                        |                         |
| 1990                                  | Dag Erik Pedersen       |                        |                         |
| 1991                                  | Dag Otto Lauritzen      |                        |                         |
| 1992                                  | Dag Otto Lauritzen      |                        |                         |
| Ringerike Grand Prix (Etappenrennen)  |                         |                        |                         |
| 1993                                  | Ole Sigurd Simensen     |                        |                         |
| 1994                                  | Steffen Kjærgaard       |                        |                         |
| 1995                                  | Ole Sigurd Simensen     |                        |                         |
| 1996                                  | Svein Gaute Hølestøl    |                        |                         |
| 1997                                  | Bo André Namtvedt       |                        |                         |
| 1998                                  | Svein Gaute Hølestøl    |                        |                         |
| 1999                                  | Thor Hushovd            | Erlend Engelsvoll      | Michael Andersson       |
| 2000                                  | Arkadiusz Wojtas        | Thor Hushovd           | Chris Wherry            |
| 2001                                  | Enrico Poitschke        | Kazimierz Stafiej      | Cédric Celarier         |
| 2002                                  | Mads Kaggestad          | Gabriel Rasch          | Gustav Larsson          |
| 2003                                  | Jonas Holmqvist         | Mads Kaggestad         | Luke Roberts            |
| 2004                                  | Kimmo Kananen           | Simon Gerrans          | Gabriel Rasch           |
| 2005                                  | Are Andresen            | James Perry            | Gunnar Eidsheim         |
| 2006                                  | Gabriel Rasch           | Maint Berkenbosch      | Fredrik Ericsson        |
| 2007                                  | Edvald Boasson Hagen    | Viktor Renäng          | Gabriel Rasch           |
| 2008                                  | Fredrik Ericsson        | Sergei Firsanow        | Johnny Hoogerland       |
| 2009                                  | Sergei Firsanow         | Joost van Leijen       | Fredrik Ericsson        |
| 2010                                  | Christer Rake           | Sergei Firsanow        | Christoph Pfingsten     |
| Ringerike Grand Prix (Eintagesrennen) |                         |                        |                         |
| 2011                                  | Gabriel Rasch           | Michael Rasmussen      | Bjørn Tore Hoem         |
| 2012                                  | Michael Rasmussen       | Kristoffer Skjerping   | Sondre Holst Enger      |
| 2013                                  | Reidar Bohlin Borgersen | Michael Olsson         | Sondre Holst Enger      |
| 2014                                  | Magnus Cort Nielsen     | Sven Erik Bystrøm      | Kristoffer Skjerping    |
| 2015                                  | Asbjørn Kragh Andersen  | Søren Kragh Andersen   | Odd Christian Eiking    |
| 2016                                  | Trond Trondsen          | Krister Hagen          | Marcus Fåglum Karlsson  |
| 2017                                  | Rasmus Guldhammer       | Carl Fredrik Hagen     | Troels Vinther          |
| 2018                                  | Syver Wærsted           | Alexander Kamp         | Stan Dewulf             |
| 2019                                  | Kristoffer Skjerping    | Jeppe Aaskov Pallesen  | Sindre Lunke            |
| 2022                                  | Sakarias Koller Løland  | Andreas Stokbro        | Ludvik Aspelund Holstad |
| 2023                                  | Jack Rootkin-Gray       | Magnus Bak Klaris      | Rasmus Bøgh Wallin      |
| 2024                                  | Idar Andersen           | Henrik Teslo Fjellheim | Anton Stensby           |